# Gran Premio di Macao 2024
Il Gran Premio di Macao 2024 è stato la 71ª edizione della corsa tenuta sul Circuito cittadino di Guia.
Negli stessi giorni, sul Circuito di Guia, si svolgono anche la Coppa del Mondo FIA GT e la Guia Race del TCR World Tour.

## Programma
Di seguito il programma della settimana del Gran Premio:
| Data                  | Orario (locale: UTC+8) | Orario (Italia) | Evento                 |
| --------------------- | ---------------------- | --------------- | ---------------------- |
| Giovedì, 14 novembre  | 09:15                  | 02:15           | Prove Libere 1         |
| Giovedì, 14 novembre  | 15:25                  | 08:25           | Qualifiche 1           |
| Venerdì, 15 novembre  | 09:20                  | 02:20           | Prove Libere 2         |
| Venerdì, 15 novembre  | 14:55                  | 07:55           | Qualifiche 2           |
| Sabato, 16 novembre   | 15:30                  | 08:30           | Gara di qualificazione |
| Domenica, 17 novembre | 15:30                  | 08:30           | Gara                   |

In Italia tutte le sessioni sono trasmesse sul canale YouTube di Parc Fermé.

## Piloti e team
Tutti i team utilizzano, per la prima volta, un telaio Tatuus T-318 con un motore turbo in linea da 1.742 L (106 cu in) sviluppato da Autotechnica e Alfa Romeo. Per l'edizione 2025 vengono selezionati 11 team per un totale di 27 vetture.

### Tabella riassuntiva
| Team                             | Nº | Pilota              |
| -------------------------------- | -- | ------------------- |
| MP Motorsport                    | 1  | Oliver Goethe       |
| MP Motorsport                    | 2  | Valerio Rinicella   |
| MP Motorsport                    | 3  | Mattia Colnaghi     |
| R-ace GP                         | 4  | Ugo Ugochukwu       |
| R-ace GP                         | 5  | Enzo Deligny        |
| R-ace GP                         | 6  | Tuukka Taponen      |
| KCMG IXO con Pinnacle Motorsport | 7  | Noel León           |
| KCMG IXO con Pinnacle Motorsport | 8  | Mari Boya           |
| Saintéloc Racing                 | 14 | Théophile Naël      |
| Saintéloc Racing                 | 15 | Alexander Abkhazava |
| ART Grand Prix                   | 16 | James Wharton       |
| ART Grand Prix                   | 17 | Evan Giltaire       |
| ART Grand Prix                   | 18 | Kanato Le           |
| TOM'S Formula                    | 19 | Rikuto Kobayashi    |
| TOM'S Formula                    | 20 | Jin Nakamura        |
| Kiwi Motorsport                  | 21 | Jett Bowling        |
| PHM Racing                       | 25 | Rashid Al Dhaheri   |
| PHM Racing                       | 26 | Matteo de Palo      |
| PHM Racing                       | 27 | Liu Ruiqi           |
| SJM Theodore Prema Racing        | 30 | Dino Beganovic      |
| SJM Theodore Prema Racing        | 31 | Freddie Slater      |
| SJM Theodore Prema Racing        | 32 | Alex Dunne          |
| Evans GP                         | 33 | Tiago Rodrigues     |
| Evans GP                         | 37 | Cooper Webster      |
| Evans GP                         | 88 | Kai Daryanani       |
| TGM Grand Prix                   | 53 | Sota Ogawa          |
| TGM Grand Prix                   | 55 | Rintaro Sato        |

## Qualifiche
Le qualifiche sono divise in Q1 e Q2, i risultati combinati nelle due sessioni forniranno l’ordine di partenza della Gara di qualifica.
Qualifiche 1 (Top 5)
| Pos. | Pilota            | Team               | Tempo Q1 |
| ---- | ----------------- | ------------------ | -------- |
| 1    | Oliver Goethe     | MP Motorsport      | 2:32.482 |
| 2    | Tuukka Taponen    | R-ace GP           | 2:32.684 |
| 3    | Valerio Rinicella | MP Motorsport      | 2:35.234 |
| 4    | Rashid Al Dhaheri | PHM Racing         | 2:37.521 |
| 5    | Freddie Slater    | SJM Theodore Prema | 2.37:535 |
| Note |                   |                    |          |

Qualifiche 2 (Top 5)
| Pos. | Pilota        | Team                  | Tempo Q2 |
| ---- | ------------- | --------------------- | -------- |
| 1    | Ugo Ugochukwu | R-ace GP              | 2:19.107 |
| 2    | Oliver Goethe | MP Motorsport         | 2:19.121 |
| 3    | Noel León     | KCMG IXO con Pinnacle | 2:19.298 |
| 4    | Enzo Deligny  | R-ace GP              | 2:19.756 |
| 5    | Mari Boya     | KCMG IXO con Pinnacle | 2:19.817 |
| Note |               |                       |          |

### Griglia Qualifiche
| Pos. | Pilota              | Team                             | Tempo    |
| ---- | ------------------- | -------------------------------- | -------- |
| 1    | Ugo Ugochukwu       | R-ace GP                         | 2:19.107 |
| 2    | Oliver Goethe       | MP Motorsport                    | 2:19.121 |
| 3    | Noel León           | KCMG IXO con Pinnacle Motorsport | 2:19.298 |
| 4    | Enzo Deligny        | R-ace GP                         | 2:19.756 |
| 5    | Mari Boya           | KCMG IXO con Pinnacle Motorsport | 2:19.817 |
| 6    | Cooper Webster      | Evans GP                         | 2:20.252 |
| 7    | Freddie Slater      | SJM Theodore Prema Racing        | 2:20.286 |
| 8    | Théophile Naël      | Saintéloc Racing                 | 2:20.323 |
| 9    | Evan Giltaire       | ART Grand Prix                   | 2:20.677 |
| 10   | Matteo de Palo      | PHM Racing                       | 2:20.813 |
| 11   | James Wharton       | ART Grand Prix                   | 2:20.842 |
| 12   | Rashid Al Dhaheri   | PHM Racing                       | 2:21.320 |
| 13   | Jin Nakamura        | TOM'S Formula                    | 2:21.692 |
| 14   | Mattia Colnaghi     | MP Motorsport                    | 2:21.996 |
| 15   | Dino Beganovic      | SJM Theodore Prema Racing        | 2:22.199 |
| 16   | Valerio Rinicella   | MP Motorsport                    | 2:22.291 |
| 17   | Alexander Abkhazava | Saintéloc Racing                 | 2:22.329 |
| 18   | Alex Dunne          | SJM Theodore Prema Racing        | 2:22.797 |
| 19   | Sota Ogawa          | TGM Grand Prix                   | 2:23.508 |
| 20   | Tuukka Taponen      | R-ace GP                         | 2:23.720 |
| 21   | Tiago Rodrigues     | Evans GP                         | 2:23.951 |
| 22   | Liu Ruiqi           | PHM Racing                       | 2:24.601 |
| 23   | Rikuto Kobayashi    | TOM'S Formula                    | 2:24.631 |
| 24   | Jett Bowling        | Kiwi Motorsport                  | 2:24.985 |
| 25   | Rintaro Sato        | TGM Grand Prix                   | 2:25.774 |
| 26   | Kai Daryanani       | Evans GP                         | 2:26.893 |
| 27   | Kanato Le           | ART Grand Prix                   | 2:41.771 |
| Note |                     |                                  |          |

## Gara
| Pos.                                            | #  | Pilota              | Team                             | Giri | Tempo        |
| ----------------------------------------------- | -- | ------------------- | -------------------------------- | ---- | ------------ |
| 1                                               | 4  | Ugo Ugochukwu       | R-ace GP                         | 10   | 47:40.192    |
| 2                                               | 1  | Oliver Goethe       | MP Motorsport                    | 10   | +0.221       |
| 3                                               | 7  | Noel León           | KCMG IXO con Pinnacle Motorsport | 10   | +0.445       |
| 4                                               | 31 | Freddie Slater      | SJM Theodore Prema Racing        | 10   | +0.663       |
| 5                                               | 5  | Enzo Deligny        | R-ace GP                         | 10   | +1.137       |
| 6                                               | 26 | Matteo De Palo      | PHM Racing                       | 10   | +2.196       |
| 7                                               | 16 | James Wharton       | ART Grand Prix                   | 10   | +2.581       |
| 8                                               | 25 | Rashid Al Dhaheri   | PHM Racing                       | 10   | +2.792       |
| 9                                               | 17 | Evan Giltaire       | ART Grand Prix                   | 10   | +3.051       |
| 10                                              | 30 | Dino Beganovic      | SJM Theodore Prema Racing        | 10   | +3.319       |
| 11                                              | 14 | Théophile Naël      | Saintéloc Racing                 | 10   | +4.034       |
| 12                                              | 32 | Alex Dunne          | SJM Theodore Prema Racing        | 10   | +4.309       |
| 13                                              | 20 | Jin Nakamura        | TOM'S Formula                    | 10   | +6.214       |
| 14                                              | 2  | Valerio Rinicella   | MP Motorsport                    | 10   | +6.460       |
| 15                                              | 37 | Cooper Webster      | Evans GP                         | 10   | +6.586       |
| 16                                              | 55 | Rintaro Sato        | TGM Grand Prix                   | 10   | +6.664       |
| 17                                              | 33 | Tiago Rodrigues     | Evans GP                         | 10   | +6.924       |
| 18                                              | 21 | Jett Bowling        | Kiwi Motorsport                  | 10   | +7.248       |
| 19                                              | 18 | Kanato Le           | ART Grand Prix                   | 10   | +7.426       |
| 20                                              | 88 | Kai Daryanani       | Evans GP                         | 10   | +7.702       |
| 21                                              | 19 | Rikuto Kobayashi    | TOM'S Formula                    | 10   | +9.869       |
| 22                                              | 27 | Liu Ruiqi           | PHM Racing                       | 10   | +9.948       |
| 23                                              | 15 | Alexander Abkhazava | Saintéloc Racing                 | 10   | +10.242      |
| Rit                                             | 3  | Mattia Colnaghi     | MP Motorsport                    | 5    | Ritirato     |
| Rit                                             | 53 | Sota Ogawa          | TGM Grand Prix                   | 0    | Ritirato     |
| Rit                                             | 6  | Tuukka Taponen      | R-ace GP                         | 0    | Ritirato     |
| SQ                                              | 8  | Mari Boya           | KCMG IXO con Pinnacle Motorsport | 4    | Squalificato |
| Giro veloce: Oliver Goethe, 2:21.520, al giro 4 |    |                     |                                  |      |              |
| Note:                                           |    |                     |                                  |      |              |